# Richard Shuttleworth
Richard Shuttleworth, född 16 juli 1909 i Old Warden, Storbritannien, död 2 augusti 1940 i Ewelme, Storbritannien, var en brittisk flyghistoriker och stridsflygare under andra världskriget.
Shuttleworth blev tidigt flygintresserad och köpte 1935 ett Deperdussin monoplan och en Blériot XI. Eftersom flygplanen redan vid inköpet var föråldrade och avställda, återställde han dem till flygbart skick och deltog med dem i olika flyguppvisningar. När andra världskriget bröt ut 1939 skrev han in sig vid RAF, där han efter en kort tid omkom i samband med ett haveri. Hans mamma Dorothy Shuttleworth skapade då en minnesfond över sin son. När kriget var slut startade fonden sitt arbete med att vårda Shuttleworths flyghistoriska samlingar. Ett museum öppnades vid Old Warden Aerodrome i Bedfordshire och samlingarna utökades. Samlingarna har blivit unika eftersom det är världens största samling av flygbara flygplan från 1909 till andra världskrigets slut.